# Mammillaria gasseriana
Mammillaria gasseriana är en kaktusväxtart som beskrevs av Boed. Mammillaria gasseriana ingår i släktet Mammillaria och familjen kaktusväxter. Inga underarter finns listade i Catalogue of Life.